# سونی کریتیو سافت‌ور
سونی کریتیو سافت‌ور (انگلیسی: Sony Creative Software) شرکت نرم‌افزار آمریکایی است، که در سال ۲۰۰۳ تأسیس شد.